# Medina, Madžarska
Medina je vas na Madžarskem, ki upravno spada pod podregijo Szekszárdi Županije Tolna.